# Sankt Eriksplan metróállomás
A Sankt Eriksplan metróállomás egy metróállomás Svédországban, a fővárosban, Stockholmban a Stockholmi metró zöld vonalán.

## Metróvonalak
Az állomást az alábbi metróvonalak érintik:
- zöld metróvonal

## Kapcsolódó állomások
A metróállomáshoz az alábbi állomások vannak a legközelebb:
- Fridhemsplan metro station (Hässelby strand metro station, dél, Line 19)
- Odenplan metróállomás (Hagsätra metro station, északkelet, Line 19)
- Odenplan metróállomás (Skarpnäck metro station, Line 17)
- Odenplan metróállomás (Farsta strand metro station, Line 18)
- Fridhemsplan metro station (Alvik metro station, Line 18)
- Fridhemsplan metro station (Åkeshov metro station, Line 17)